# Zutrittssteuerung
Eine Zutrittssteuerung ist ein System, das die Aufgabe hat, die Zutrittsberechtigung von Personen zu Gebäuden, Gebäudeteilen oder Arealen zu prüfen. Aus dieser Prüfung muss das System eine Handlungsfolge ableiten können (Zutritt gewähren/Zutritt unterbinden). 
Häufig werden Zutrittskontrolle (oder Zugangskontrolle) und Zutrittssteuerung synonym zueinander verwendet. Dies ist jedoch umstritten, da unter dem Begriff der Zugangskontrolle häufig alle technischen und organisatorischen Maßnahmen verstanden werden, die zur Steuerung und Abrechnung der Benutzung von Diensten gehören, wohingegen sich die Zutrittssteuerung auf die Sicherung beschränkt. Zutrittssteuerungen regeln somit meist den Zutritt zu empfindlichen Anlagen wie Labors.

## Entwicklung
In fast allen großen und internationalen Firmen, Unternehmen oder auf Industriegeländen spielen Zutrittssteuerungen eine entscheidende Rolle. Die meisten Unternehmen haben Bereiche wie Finanzabteilungen, Rechenzentren, Forschungslabore und Entwicklungsabteilungen, die geschützt werden müssen und wo sichergestellt werden muss, dass nur berechtigte Personen Zutritt zu diesen Räumen erhalten. Hierzu gibt es unterschiedliche Methoden, wie der Zutritt reglementiert werden kann. 

## Methoden des Zutritts
Automatische Zutrittssteuerungen müssen gewährleisten, dass Mitarbeiter ihren Arbeitsplatz rechtzeitig erreichen und dass das Arbeitsende nicht durch Warteschlangen und Stauungen an den Zutrittssteuerungen hinausgezögert wird. Eine Herausforderung besteht somit darin, dass das System den täglichen innerbetrieblichen Ablauf in Unternehmen, Banken, Laboren und in der Industrie nicht stören darf. 
Auch wenn mehrere Kontrollen innerhalb von Hallen durchquert und passiert werden müssen, muss der Ablauf unkompliziert oder ohne Verzögerungen vonstattengehen. Ein reibungsloser und unkomplizierter Ablauf fördert nicht nur die Systemakzeptanz der Mitarbeiter, sondern sorgt auch dafür, dass nicht versucht wird, Zutrittssteuerungen zu umgehen. Wenn die Systemakzeptanz durch Stauungen und Komplikationen sinkt, kann ein Kontrollsystem für gewöhnlich nicht beibehalten werden.
Hinzu kommt, dass die organisatorischen Maßnahmen und die Einführung des Systems frühzeitig geplant und bekanntgegeben werden müssen. Je technisch aufwendiger und komplizierter die Einteilung in berechtigte und unberechtigte Person ist, desto länger dauern die Kontrollsystemzeiten und der technische Aufwand eines Kontrollsystems steigt. Wichtig ist zudem, dass sich die Sicherheitsstufen immer individuell den gegenwärtigen Gegebenheiten anpassen können. 

## Arten von Zutrittssteuerungen
Die Arten von Zutrittssteuerungen unterscheiden sich, je nach Ausmaß der nötigen Sicherheitsauflagen, in den Betrieben und Industrieanlagen nach der Art und Weise, wie kontrolliert wird. In Hochsicherheitsbereichen wie Chemielaboren oder Botschaften wird nicht selten eine Zutrittssteuerung eingesetzt, bei der immer nur eine Person eingeschleust werden kann. Dies wird durch eine Zwangsvereinzelung möglich. Die betreffende Person muss zuerst eine Tür öffnen, dann in einem Zwischenraum warten und erst wenn die erste Tür geschlossen ist, öffnet sich die zweite Tür. Diese Art des Zutritts kann sowohl durch technische Hilfsmittel ermöglicht werden (z. B. Chipkarte), es ist aber auch möglich, dass die Zutrittssteuerung durch Wachpersonal erfolgt. Hier kommt ein Schleusensystem mit zwei in Abhängigkeit voneinander geschalteten Türen zum Einsatz. So wird die zweite Tür erst freigegeben, wenn das Wachpersonal die Person identifiziert hat.  
Eine weitere Methode ist das Drehkreuz. Der Vorteil ist, dass ein Drehkreuz hinsichtlich der Personalressourcen schonend ist. Zudem kann durch ein Drehkreuz die Zahl der Personen vom System erfasst werden. Dies ist vor allem wichtig, wenn eine Vorschrift die Anzahl an Personen, die sich in Hallen oder bestimmten Arealen (z. B. in einem Schwimmbad) aufhalten dürfen, vorgibt. Solch eine Vorschrift kann z. B. auf Brandschutzregeln basieren. Wenn die Anzahl an Personen überschritten wird, lässt das Drehkreuz erst dann wieder Personen durch, wenn andere Personen den Raum verlassen haben. In Bereichen, in denen höchste Sicherheit gefragt ist, muss bei einem Drehkreuz verhindert werden, dass eine Umgehung der Zugangssteuerung möglich ist. 

## Identifikationsverfahren
Zutrittssteuerungen variieren in der Form der Identifikationsverfahren von Personen. Es ist möglich, dass der Zutritt über Besitzgegenstände geregelt wird. Hierzu können ID-Karten, Schlüssel, digitale Dienstkarten oder Chips herangezogen werden. Dies setzt voraus, dass die Gegenstände immer mitgeführt werden. 
Ebenso ist es möglich, dass Zutrittssteuerungen auf persönlichem Wissen basieren wie z. B. durch die Eingabe von Passwörtern oder Codes. 
Der Vorteil von Zutrittssteuerungen, die durch Besitzgegenstände die Personen erfassen, besteht darin, dass die Erstellung von Gegenständen wie einer ID-Karte, eines Schlüssels oder eines Chips im Vergleich zu anderen Methoden relativ günstig ist. Der Nachteil ist, dass mitgeführte Gegenstände, wie z. B. ein Schlüssel, zum einen verloren gehen können, zum anderen aber auch gestohlen oder nachgeahmt bzw. verfälscht werden können. Bei Passwörtern oder Geheimcodes besteht die Gefahr, dass diese vergessen oder an Dritte weitergegeben werden.
Eine andere Art der Zutrittssteuerung kann mithilfe biometrischer Techniken erzielt werden, z. B. durch den Scan der Iris oder des Fingerabdrucks. Bei biometrischen Verfahren werden originäre Merkmale einer Person erfasst, die jeweils nur einer einzigen Person zugeordnet werden können.
Die Iriserkennung ist ein sehr zuverlässiges Verfahren zur biometrischen Identifikation, da sie ein unveränderliches, personenbezogenes Merkmal ist. Nur durch Verletzungen kann sich das Muster der Iris verändern. Neben der Iris, dem Augenhintergrund und dem Fingerabdruck gehören auch die Handgeometrie und die Unterschriftsdynamik zu originären Merkmalen. Originäre Merkmale haben den Vorteil, dass sie untrennbar mit einer Person verbunden sind und weder geklaut noch nachgeahmt werden können. Darüber hinaus haben biometrische Kontrolltechniken den Vorteil, dass weder das Mitführen von Gegenständen und das Merken von Passwörtern notwendig sind, noch können sie verloren gehen oder gestohlen werden. 
Bei biometrischen Techniken wird zwischen expliziter und impliziter Authentifizierung unterschieden. Bei einer expliziten Authentifizierung wird der Benutzer aufgefordert, sich zu identifizieren (z. B. durch die Auflage des Fingers in eine dafür vorgesehene Stelle). Bei einer impliziten Authentifizierung wird der Benutzer nicht aufgefordert, sondern die Identifizierung geschieht beiläufig z. B. durch die Gangart, die von Kameras automatisch erfasst wird. Hierbei ist es notwendig, dass der Datenschutz nicht verletzt und das Persönlichkeitsrecht nicht missachtet wird.
Originäre Merkmale bieten eine sehr hohe Sicherheit, da sie nicht manipulierbar sind und auch nicht nachgeahmt werden können. Nachteilig ist, dass die Überprüfung originärer Merkmale einen höheren Zeitaufwand benötigt als es bei einer Erfassung durch Besitzgegenstände der Fall ist. Darüber hinaus sind die Entwicklung und die Installation von Zutrittssteuerungsanlagen, basierend auf biometrischen Techniken, teuer und aufwendig. Erst wenn die Preise für die notwendige Hardware sinken, kann über einen flächendeckenden Einsatz im privaten Sektor gesprochen werden. Deswegen wird bei der überwiegenden Anzahl an Kontrollsystemen, wo nicht oberste Sicherheit gilt, auf Besitzgegenstände zurückgegriffen.